# Seznam argentinskih boksarjev
Seznam argentinskih boksarjev.

## A
- Luis Carlos Abregu

## B
- Jonathan Victor Barros
- Oscar Bonavena

## C
- Jorge Castro
- Juan Martin Coggi

## F
- Luis Firpo

## G
- Victor Galíndez

## L
- Santos Laciar
- Sebastian Andres Lujan

## M
- Marcos Rene Maidana
- Juan Malvares
- Sergio Gabriel Martinez
- Lucas Martin Matthysse
- Carlos Monzon

## N
- Omar Andres Narvaez

## P
- Pascual Pérez

## R
- Juan Roldán

## S
- Hector David Saldivia